# Цесаревич
Цесаре́вич (полностью Его Императорское Высочество, Государь, Наследник, Цесаревич и Великий Князь) — титул престолонаследника Российской империи с 1797 года.
Цесаре́вна — титул дочерей императора Петра I, позже — титул жён цесаревичей (полностью — Её Императорское Высочество, Государыня, Цесаревна и Великая княгиня).

## Слово
Этимологически слова царевич и цесаревич тождественны: оба восходят к латинскому Caesar (цезарь, император) — первое через посредство старославянского и древнерусского цѣсарь/цьсарь, откуда царь, а второе через вторичное западноевропейское заимствование цесарь (применявшееся в России обычно к императорам Священной Римской империи).
На западноевропейских языках нередко передаётся тем же словом, что царевич (tsarevich и т. д.), что неудачно; титул «царевич» в эту эпоху официально не применялся, а в допетровское время царевичами назывались все сыновья царей (не только престолонаследники).

## Употребление

### При Петре I
Титул цесаревны появился в Российской империи раньше, чем титул цесаревича. Впервые он введён императором Петром I 23 декабря 1721 года для своих дочерей в день провозглашения их матери Екатерины Алексеевны императрицей.
Сергей Михайлович Соловьёв в «Истории России с древнейших времен» описывает:

Когда Петр принял титул императора, то рождался вопрос о титуле супруги его и детей. 23 декабря 1721 года Синод и Сенат, будучи в Москве, имели в синодальной крестовой палате конференцию; так как его величество титулуется император и самодержец всероссийский, то как бы с этим титулом согласить титул и государыни царицы и детей его величества; рассуждали долго и согласились именовать её величество императрицею или цесаревою, а детям именоваться цесаревнами, а что в прежнем многолетии употреблялось в титуле: тишайшему, избранному, почтенному, и то заблагорассудили выключить; также и там, где в титулах вспоминалось великому князю (Петру Алексеевичу) и цесаревнам благородство, признали приличнее употреблять слово благоверные, потому что титуловаться благородством их высочеству по нынешнему употреблению низко, ибо благородство и шляхетству дается. Пётр согласился с этим решением, только вместо цесаревой велел возглашать императрице её цесаревину величеству.

Титул получили единственные трое живых к тому моменту из многочисленных детей Петра — его дочери от Екатерины Анна Петровна, Елизавета Петровна и умершая в детстве вскоре после отца Наталья Петровна (1718—1725). Все они не считались наследницами престола, так как Петр не назначал себе официального наследника.
В церквях поминали царскую фамилию так: «Благочестивейшего государя нашего Петра Великого, императора и самодержца всероссийского, благочестивейшую великую государыню нашу императрицу Екатерину Алексеевну. И благоверные государыни цесаревны. Благоверную царицу и великую княгиню Прасковью Феодоровну. И благоверного великого князя Петра Алексеевича. И благоверные царевны великия княжны».
В дальнейшем дочери и внучки монархов именовались не цесаревнами, а великими княжнами. Цесаревнами назывались жёны цесаревичей-наследников.

### При Павле
С 1762 года употреблялся как титул великого князя Павла Петровича (будущего Павла I); после его вступления на престол в ноябре 1796 года цесаревичем был провозглашён Александр Павлович. На постоянной основе титул введён согласно Закону о престолонаследии Павла I в 1797 году, где значилось, что этот титул принадлежит непосредственному наследнику престола.
Однако уже в 1799 году Павел нарушил свой же закон, присвоив титул цесаревича (правда, без слов государь наследник) за «вящие заслуги» ещё и второму своему сыну, Константину Павловичу. Этот титул Константин носил и при Александре I, когда стал действительно следующим лицом в порядке наследования престола, и продолжал его носить и после 1823 года, когда отрёкся от права престолонаследия. После 1825 года титул присваивался в соответствии с павловским законом.

### Ситуация с Константином Павловичем
После воцарения Александра I его брат Константин стал наследником престола. Однако, сам великий князь неоднократно говорил, что не хочет царствовать в силу своего морганатического брака и неспособности к государственному управлению. Поэтому Константин тайно отрёкся от наследования престола, что было оформлено манифестом императора Александра I от 16 (28 августа) 1823 года, который следовало огласить после его кончины. Согласно этому документу, наследником престола становился следующий сын Павла I великий князь Николай Павлович, который, однако, не был в курсе существования манифеста до момента его обнародования в 1825 году.
При вскрытии манифеста большинство членов Государственного совета и сам Николай Павлович не нашли возможным выполнить волю покойного императора и присягнули Константину Павловичу как императору Константину I, который тем не менее потребовал соблюдения манифеста своего старшего брата и подтвердил своё отречение. После этого 13 (25) декабря 1825 года Николай Павлович провозгласил себя императором Николаем I с началом правления, считаемым от даты смерти Александра I. На следующий день в Петербурге произошло восстание декабристов, формальным поводом которого был отказ от переприсяги Николаю и защита прав Константина.

### Ситуация с Михаилом Александровичем
28 июня (10 июля) 1899 года скоропостижно скончался от лёгочного кровоизлияния первый младший брат Николая II  —  Георгий Александрович, носивший титул "Наследник Цесаревич и Великий князь". 
На этот момент у Николая II было только три дочери, причем последняя из них родилась накануне смерти цесаревича.
Манифест от 28 июня (10 июля) 1899 года  (опубликован 30 июня) извещал о кончине Георгия и гласил:

Отнынѣ, доколѣ Господу не угодно ещё благословить Насъ рожденіемъ Сына, ближайшее право наслѣдованія Всероссійскаго Престола, на точномъ основаніи основнаго Государственнаго Закона о престолонаслѣдіи, приналежитъ Любезнѣйшему Брату Нашему Великому Князю Михаилу Александровичу— Правительственный Вѣстникъ. 30 июня (12 июля) 1899 года, № 139, стр. 1 (точная орфография источника)
Таким образом, автоматически ставший наследником второй младший брат Николая II — великий князь Михаил Александрович, не был пожалован освободившимся титулом цесаревича. Это произошло, поскольку при дворе решили, что пожалование умершего Георгия титулом цесаревича в 1894 году было ошибочно, так как титул цесаревича должен принадлежать только прямому наследнику, а не предполагаемому. 
7 (19) июля 1899 года Михаил Александрович одновременно с титулом Наследника был пожалован возрождённым титулом Государя по Именному Высочайшему указу и назывался, «доколе Господь Бог не благословит Нас рождением сына», «Его Императорским Высочеством Государем Наследником и Великим Князем».
Отсутствие в Манифесте слов «Наследник Цесаревич» в титуле Михаила Александровича возбудило в обществе недоумение, а в императорской семье — трения. По свидетельству автора текста Манифеста обер-прокурора Константина Петровича Победоносцева, рано утром 29 июня (11 июля) 1899 он составил проект в 2-х вариантах (со словами «Государь Наследник Цесаревич» и другой — без), император утвердил второй вариант; по словам Победоносцева Манифест возбудил «толки в городе и при дворе, как же это нет Наследника?» Ксения Александровна записала в дневнике: «…что творится вообще по поводу брожения умов, вызванного манифестом! Бог знает, что только не говорят и опять обвиняют бедную Аликс, будто она не хотела, что бы Миша был сделан или назван наследником!»
Кроме того, 6 (18) июля 1899 года была Высочайше утверждена новая форма возношения его имени за богослужением (на основании прецедента, в богослужении по местам начали сразу использовать традиционное титулование его как «Наследника Цесаревича»), на основании чего 7 (19) июля 1899 года Святейший Синод определил: «Предписать подлежащим местам и лицам духовного ведомства, чтобы впредь при Богослужениях совершалось возношение Высочайших Имён Августейшей Фамилии по следующей Высочайше утверждённой форме: „<…> о Благоверном Государе Наследнике и Великом Князе Михаиле Александровиче, и о всем Царствующем Доме“».
Генерал Александр Александрович Мосолов, бывший в течение ряда лет в близком окружении императора, писал в своих воспоминаниях о ситуации с титулом Михаила Александровича: «Он не получил титула цесаревича, который носил при жизни его старший брат, Георгий Александрович. Факт этот очень комментировался при дворе Марии Фёдоровны, но он легко объяснялся надеждою молодой императрицы, что у неё скоро родится сын».
По мнению графа Сергея Юльевича Витте эта юридическая коллизия возникла из-за того, что в законе о престолонаследии назначение наследником престола следующего лица, имевшего первенствующего права на престол, не было прямо оговорено. Считалось за само собою разумеющиеся, что если у государя до его смерти не было рождено сына, то на престол вступало лицо царствующего дома, имевшее первенствующее право на престол. Объявление же великого князя Михаила Александровича Наследником Цесаревичем официально было неудобным, ибо в тот момент Николай Второй уже был женат и мог в любой момент иметь сына, что и произошло в скором будущем.

### После упразднения монархии в России
В эмиграции титулы цесаревичей употребляли также Владимир Кириллович с 1924 по 1938 год и его внук по женской линии Георгий Михайлович с 1992 года, хотя последнее оспаривается.

## Список

### Цесаревичи
| Илл. | Имя            | Годы жизни | Даты ношения титула                | Примечания                                                                     |
| ---- | -------------- | ---------- | ---------------------------------- | ------------------------------------------------------------------------------ |
|      | Павел Петрович | 1754—1801  | 27.12.1761 (ПСЗ 11394) —06.11.1796 | Вступил на престол 06.11.1796 г. как Павел I , наследник престола с 1761 года. |

Титул вакантен первый раз — 06.11.1796—05.04.1797
| Илл. | Имя                 | Годы жизни | Даты ношения титула                | Примечания |
| ---- | ------------------- | ---------- | ---------------------------------- | --- |
|      | Александр Павлович  | 1777—1825  | 05.04.1797 (ПСЗ 17906) —12.03.1801 | Сын предыдущего; наследник престола в 1796—1801 годах; вступил на престол 12.03.1801 г. как Александр I |
|      | Константин Павлович | 1779—1831  | 28.10.1799 (ПСЗ 19170) —15.06.1831 | Младший брат предыдущего. Титул цесаревича получил не как наследник престола, а "во мзду и вящее отличие" за "подвиги храбрости и примерного мужества"; наследник престола формально в 1801—1823, фактически — в 1801—1825 годах, отрёкся от престола в пользу младшего брата Николая Павловича, титул не носившего. Сохранял титул цесаревича после отречения от прав на престол и вплоть до своей смерти уже не будучи наследником в 1823/1825—1831 годах. |

Титул вакантен второй раз — 15.06.1831—29.08.1831
| Илл. | Имя                     | Годы жизни | Даты ношения титула                  | Примечания |
| ---- | ----------------------- | ---------- | ------------------------------------ | --- |
|      | Александр Николаевич    | 1818—1881  | 29.08.1831 (ПСЗ-2 4777) — 18.02.1855 | Сын Николая I, племянник предыдущего; наследник престола в 1825—1855 годах; вступил на престол 18.02.1855 г. как Александр II . Тогда же титул перешёл к старшему сыну. |
|      | Николай Александрович   | 1843—1865  | 18.02.1855 (ПСЗ-2 29043) —12.04.1865 | Сын предыдущего; умер при жизни отца, титул перешёл к младшему брату.                                                                                                   |
|      | Александр Александрович | 1845—1894  | 12.04.1865 (ПСЗ-2 42012) —01.03.1881 | Младший брат предыдущего; вступил на престол 01.03.1881 г. как Александр III . Тогда же титул перешёл к старшему сыну.                                                  |
|      | Николай Александрович   | 1868—1918  | 01.03.1881 (ПСЗ-3 1) —20.10.1894     | Сын предыдущего; вступил на престол 20.10.1894 г. как Николай II . Тогда же, за отсутствием сына, титул перешёл к младшему брату.                                       |
|      | Георгий Александрович   | 1871—1899  | 20.10.1894 (ПСЗ-3 11014) —28.06.1899 | Младший брат предыдущего; умер при жизни старшего брата Николая II, титул к младшему брату не перешёл.                                                                  |

Титул вакантен третий раз — 28.06.1899—30.07.1904
| Илл. | Имя                | Годы жизни | Даты ношения титула                   | Примечания |
| ---- | ------------------ | ---------- | ------------------------------------- | --- |
|      | Алексей Николаевич | 1904—1918  | 30.07.1904 (ПСЗ-3 24986) — 17.07.1918 | Племянник предыдущего, сын императора Николая II; не вступил на престол ввиду отречения отца за него 02/15.03.1917 г. и прекращения существования монархии, но формально сохранял титул вплоть до смерти. |

Николай I был единственным императором XIX века, не являвшимся цесаревичем.

### После 1917 года
После свержения монархии в России в 1917 году, Владимировичи (одна из ветвей Дома Романовых) официально объявили свои претензии на российский престол. Представители этой ветви (Кирилл Владимирович в 1922—1938 годах, его сын Владимир Кириллович Романов в 1938—1992 годах и дочь последнего Мария Владимировна Романова с 1992 года) продолжили даровать титулы Российской империи опираясь на нормы «Учреждения об Императорской Фамилии» 1886 года.
Если считать эмигрантские титулы действующими, то тогда титул вакантен четвёртый раз — 17.07.1918—13.09.1924.
| Илл. | Имя                 | Годы жизни | Годы ношения титула   | Примечания |
| ---- | ------------------- | ---------- | --------------------- | --- |
|      | Владимир Кириллович | 1917—1992  | 13.09.1924—12.10.1938 | По трактовке своих сторонников, 12.10.1938 г. вступил на престол как Владимир III , наследник престола с 1918 года. За отсутствием сына, титул к вероятным наследникам не перешёл. |

Титул вакантен пятый раз — 12.10.1938—21.04.1992
| Илл. | Имя                | Годы жизни | Годы ношения титула | Примечания                         |
| ---- | ------------------ | ---------- | ------------------- | ---------------------------------- |
|      | Георгий Михайлович | род. 1981  | с 21.04.1992 г.     | Внук предыдущего по женской линии. |

### Цесаревны
| Илл. | Имя                | Годы жизни | Годы ношения титула | Примечания                                                                 |
| ---- | ------------------ | ---------- | ------------------- | -------------------------------------------------------------------------- |
|      | Анна Петровна      | 1708—1728  | 1721—1728           | Скончалась в молодости. После замужества — герцогиня Гольштейн-Готторпская |
|      | Елизавета Петровна | 1709—1761  | 1721—1741           | В будущем императрица всероссийская                                        |
|      | Наталья Петровна   | 1718—1725  | 1721—1725           | Скончалась в детстве                                                       |

Титул вакантен первый раз — 25.11.1741—16.04.1841
| Илл. | Имя                  | Годы жизни | Годы ношения титула (мужем) | Примечания                                                        |
| ---- | -------------------- | ---------- | --------------------------- | ----------------------------------------------------------------- |
|      | Наталья Алексеевна   | 1755—1776  | 1773—1796                   | Первая жена Павла. Скончалась до вступления мужа на престол       |
|      | Мария Фёдоровна      | 1759—1828  | 1776-1796                   | Вторая жена Павла. Стала императрицей                             |
|      | Елизавета Алексеевна | 1779—1826  | 1796—1801                   | Жена Александра I. Стала императрицей                             |
|      | Анна Фёдоровна       | 1781—1860  | 1799—1831                   | Жена Константина Павловича, позже с ним в разводе c 1 апреля 1820 |

Титул «цесаревны» был воссоздан в день венчания будущего Александра II.
| Илл. | Имя                 | Годы жизни | Даты ношения титула     | Примечания                             |
| ---- | ------------------- | ---------- | ----------------------- | -------------------------------------- |
|      | Мария Александровна | 1824—1880  | 16.04.1841 — 18.02.1855 | Жена Александра II. Стала императрицей |

Титул вакантен второй раз — 18.02.1855—28.10.1866
| Илл. | Имя             | Годы жизни | Даты ношения титула    | Примечания                              |
| ---- | --------------- | ---------- | ---------------------- | --------------------------------------- |
|      | Мария Фёдоровна | 1847—1928  | 28.10.1866 —01.03.1881 | Жена Александра III. Стала императрицей |

Титул вакантен третий раз — с 01.03.1881 г. по настоящее время.
Из прочих русских императриц XIX века цесаревнами не были супруги: Николая I (не бывшего цесаревичем), и Николая II (женившегося после воцарения).

## Гербы, флаги и брейд-вымпелы

### Гербы цесаревичей
Гербы (большой и малый) цесаревичей были законодательно закреплены указом от 11.04.1857 г. (ПСЗ-2 31720). Согласно «Высочайше утверждённому, 11 апреля 1857 года, подробному описанию гербов Членов Императорского Дома», «большой герб» цесаревича «есть тот же, как средний герб государственный [«средний государственный герб есть тот же, как и большой, но без государственной хоругви и шести над сенью щитов»]», а малый «есть тот же, как Его Императорского Величества герб [«малый герб государственный, в щите, увенчанном шлемом Святого Великого Князя Александра Невского, с намётом… Нашлемник, над Императорской короной, есть возникающий двоеглавый Российский орёл»], с той лишь разницей, что на шлеме, вместо Императорской, древняя Царская корона».
Этот герб носили цесаревичи Николай Александрович (в 1857—1865 гг.), Александр Александрович (в 1865—1881 гг.) и Николай Александрович (в 1881—1883 гг.).
После утверждения 23.02.1883 г. нового рисунка Среднего государственного герба (ПСЗ-3 1402), соответственно изменился и большой герб цесаревича.
Этот герб носили цесаревичи Николай Александрович (в 1883—1894 гг.), Георгий Александрович (в 1894—1899 гг.) и Алексей Николаевич (в 1904—1917 гг.).
Малый герб 1857 г. оставался неизменным вплоть до 1917 г.
- Большой герб цесаревича 1857–1883 гг.
- Малый герб цесаревича 1857–1917 гг.
- Большой герб цесаревича 1883–1917 гг.

### Флаги цесаревичей и цесаревен
Впервые законодательно флаг наследника престола (вне зависимости от военного звания) был определён указом от 07.09.1827 г., в котором говорилось: «По Уставу Военнаго Флота, въ 1797 году изданному, положено было: “Генералъ-Адмиралъ, ежели онъ будет Наслѣдникъ Россiйскаго Престола, имѣть по срединѣ Кейзеръ-флага небольшой четырехугольной штандартъ; но ежели онъ будетъ Царской крови, а не Наслѣдникъ, въ такомъ случаѣ посреди Кейзеръ-флага, въ желтомъ овалѣ имѣть Россiйскiй гербъ, то есть черный двухъ-главый орелъ, безъ картъ”. – Какой же флагъ имѣть на кораблѣ, когда будетъ присутствiе Великихъ Князей, неимѣющихъ званiя Генералъ-Адмирала, въ Уставѣ не сказано, но въ послѣдствiи вышеупомянутые флаги предназначены: первый Его Императорскому Высочеству Цесаревичу, а второй Его Императорскому Высочеству Великому Князю Михаилу Павловичу. Въ дополненiе къ симъ постановленiямъ опредѣляются нынѣ флаги: Наслѣднику Россiйскаго Престола таковой же, какъ у Его Императорскаго Высочества Цесаревича» (ПСЗ-2 1362).
Когда именно после 1797 года описанный флаг стал флагом Константина Павловича, который звание генерал-адмирала не носил, точно не установлено.
Указом от 09.03.1870 года рисунок флага был изменён: повелевалось, чтобы «во флаге Государя Наслѣдника Цесаревича внутреннiй штандартъ дѣлать большихъ размѣровъ, для лучшаго отличiя этого флага отъ флага Великихъ Князей» (ПСЗ-2 48112). Этот флаг оставался неизменным вплоть до 1917 г.
Этим же указом устанавливалось, что «флагъ Государыни Цесаревны былъ подобенъ флагу Государя Наслѣдника Цесаревича, но съ прибавленiемъ косицъ» (ПСЗ-2 48112). Этот флаг оставался неизменным вплоть до 1917 г.
Предусматривались особые флаги для наследников, являвшихся генерал-адмиралами, но до 1917 г. более ни один из наследников престола это звание не носил.
- Флаг цесаревича (внизу) 1870–1917 гг.
- Флаг цесаревны (вверху) 1870–1917 гг.

### Брейд-вымпелы цесаревичей и цесаревен
Брейд-вымпел цесаревича был утверждён 21.01.1831 г., о чём было объявлено указом от 10.06.1831 г., при этом брейд-вымпела цесаревича, являющегося наследником престола, представлял собой флаг наследника престола 1827 г. с прибавлением красных косиц (ПСЗ-2 4639).
С 16.03.1870 г.: «Брейдъ-вымпелъ Государя Наслѣдника Цесаревича составить изъ флага Его Императорскаго Высочества, съ прибавленiемъ бѣлыхъ косицъ» (ПСЗ-2 48133). Этот брейд-вымпел оставался неизменным вплоть до 1917 г.
Брейд-вымпел цесаревны был утверждён 09.03.1870 г. Он также состоял из флага цесаревича с прибавлением синих (как и на брейд-вымпелах всех прочих особ императорской фамилии женского пола) косиц (ПСЗ-2 48112). Этот брейд-вымпел оставался неизменным вплоть до 1917 г. Также как и флаг, этот брейд-вымпел принадлежал только цесаревне Марии Фёдоровне (в 1870–1881 гг.).
- Брейд-вымпел наследника престола 1831–1870 гг.
- Брейд-вымпел цесаревича (вверху) 1870–1917 гг.
- Брейд-вымпел цесаревны (в центре) 1870–1917 гг.